# خانه اکبر موسویار
خانه اکبر موسویار مربوط به دوره قاجار است و در اصفهان، بخش ۳ ـ کوچه بازار مرغی، پلاک ۱ واقع شده و این اثر در تاریخ ۲۸ آذر ۱۳۵۴ با شمارهٔ ثبت ۱۲۷۹ به‌عنوان یکی از آثار ملی ایران به ثبت رسیده‌است.